# Arja vas
Arja vas este o localitate din comuna Žalec, Slovenia, cu o populație de 523 de locuitori.